# Возняк, Мариола
Мариола Возняк (пол. Mariola Woźniak; род. 17 марта 1998) — польская шахматистка, международный мастер среди женщин (2015).

## Биография
Многократная медалистка чемпионатов Польши по шахматам среди девушек, в которых завоевала две золотые (в 2010 году в возрастной группе U12, в 2012 в возрастной группе U14) и две серебряные (в 2013 году в возрастной группе U16, в 2015 году в возрастной группе U18) медали. В 2013 году на чемпионате Европы по шахматам среди девушек в возрастной группе U16 завоевала серебряную медаль.
В 2015 году дебютировала в финале чемпионата Польши по шахматам среди женщин и заняла четвертое место. В 2015 году в составе команды Польши заняла второе место на командном чемпионате Европы по шахматам среди девушек.
На шахматной олимпиаде в 2016 году в составе сборной Польши завоевала серебряную медаль в командном зачете.